# تصفيات كأس الاتحاد العربي للأندية 2012–13
في الفترة من 11 سبتمبر إلى 5 ديسمبر 2012، أجريت التصفيات المؤهلة لكأس الاتحاد العربي للأندية 2012–13. وتنافس ما مجموعه 22 فريقا من مناطق أفريقيا وآسيا في الأدوار التمهيدية لتحديد المراكز الثمانية في مرحلة خروج المغلوب لكأس الاتحاد العربي للأندية 2012–13.

## الفرق
| المنطقة           | فرق تدخل في الدور الثاني | فرق تدخل في الدور الأول |
| ----------------- | --- | --- |
| المنطقة الأفريقية | - شباب بلوزداد - اتحاد الجزائر - النادي الإسماعيلي - نادي تفرغ زينة - نادي الرجاء الرياضي - الخرطوم الوطني - النادي الرياضي البنزرتي | - ستيل نوفال - نادي الحرس الجمهوري - نادي الصحفي |
| المنطقة الآسيوية  | - نادي القوة الجوية - نادي البقعة - النادي العربي (الكويت) - نادي النصر (السعودية)                                                   | - نادي الحد - نادي شباب الأردن - نادي الجهراء - نادي النجمة (لبنان) - نادي العروبة (عمان) - نادي شباب الظاهرية - نادي الفتح (السعودية) - نادي شعب إب |

## الشكل
وقد تم حسم جميع مواجهات التصفيات على امتداد مباراتين، مع استخدام الأهداف الكلية لتحديد الفائز. وإذا كان الجانبان متعادلان بشكل كلي بعد المرحلة الثانية، طبقت قاعدة الأهداف على أرض الخصم، وإذا كان لا يزال التعادل هو السائد، تذهب المواجهة لركلات جزاء ترجيحية بعد وقت إضافي.

## الجدول الزمني
كان جدول كل جولة كما يلي.
| الدور        | المنطقة | المحطة الأولى                 | المحطة الثانية                  |
| ------------ | ------- | ----------------------------- | ------------------------------- |
| الدور الأول  | أفريقيا | 11–14 سبتمبر 2012             | 11–14 سبتمبر 2012               |
| الدور الأول  | آسيا    | 18 سبتمبر 2012                | 26 سبتمبر 2012                  |
| الدور الثاني | أفريقيا | 19–20 أكتوبر – 20 نوفمبر 2012 | 24–25 نوفمبر – 2 و7 ديسمبر 2012 |
| الدور الثاني | آسيا    | 27 نوفمبر 2012                | 5 ديسمبر 2012                   |

## الدور الأول
أجريت القرعة في يونيو 2012.

### المنطقة الأفريقية
لعبت ثلاثة فرق مباريات في بطولة في موروني، جزر القمر. وتأهل إلى الدور المقبل فريق واحد فقط.

| م | الفريق              | لعب | ف | ت | خ | أ.له | أ.ع | أ.ف | نقاط | التأهل                 |   | ستيل نوفال | نادي الصحفي | نادي الحرس الجمهوري |
| - | ------------------- | --- | - | - | - | ---- | --- | --- | ---- | ---------------------- | - | ---------- | ----------- | ------------------- |
| 1 | ستيل نوفال          | 2   | 2 | 0 | 0 | 5    | 2   | +3  | 6    | تقدم إلى الدوار الثاني |   | —          | 2–0         | 3–2                 |
| 2 | نادي الصحفي         | 2   | 1 | 0 | 1 | 1    | 2   | −1  | 3    |                        |   | —          | —           | 1–0                 |
| 3 | نادي الحرس الجمهوري | 2   | 0 | 0 | 2 | 2    | 4   | −2  | 0    |                        | — | —          | —           |                     |

| ستيل نوفال                        | 3–2 | نادي الحرس الجمهوري |
| --------------------------------- | --- | ------------------- |
| Miki 42'، 85' · Q. Mohammed 90+2' |     | Issa 27'، 66'       |

| نادي الصحفي     | 1–0 | نادي الحرس الجمهوري |
| --------------- | --- | ------------------- |
| J. Mohammed 65' |     |                     |

| ستيل نوفال           | 2–0 | نادي الصحفي |
| -------------------- | --- | ----------- |
| Shima 60' · Miki 87' |     |             |

### المنطقة الآسيوية
| الفريق الأول        | إجم.                          | الفريق الثاني         | مباراة الذهاب | مباراة الإياب |
| ------------------- | ----------------------------- | --------------------- | ------------- | ------------- |
| نادي شعب إب         | 3–3 (قانون أهداف خارج الديار) | نادي النجمة (لبنان)   | 0–2           | 3–1           |
| نادي العروبة (عمان) | 1–3                           | نادي شباب الظاهرية    | 1–0           | 0–3[A]        |
| نادي الجهراء        | 1–3                           | نادي الفتح (السعودية) | 1–2           | 0–1           |
| نادي شباب الأردن    | 1–1 (قانون أهداف خارج الديار) | نادي الحد             | 1–1           | 0–0           |

ملاحظات
1. ^ أ ب نادي العروبة (عمان) لم يلعب المحطة الثانية ومنحت النتيجة 3–0 لنادي شباب الظاهرية.

| نادي شعب إب | 0–2 | نادي النجمة (لبنان)                                  |
| ----------- | --- | ---------------------------------------------------- |
|             |     | خالد تكجي 79' · حسن المحمد (لاعب كرة قدم لبناني) 86' |

| نادي النجمة (لبنان)        | 1–3 | نادي شعب إب                                    |
| -------------------------- | --- | ---------------------------------------------- |
| عباس أحمد عطوي 88' (ركلة.) |     | Rajih 26' (ركلة.)، 86' (ركلة.) · El-Haddad 37' |

تقدم شعب إب في قانون الأهداف خارج الديار بعد التعادل 3–3 في الإجمالي.
| نادي العروبة (عمان) | 1–0 | نادي شباب الظاهرية |
| ------------------- | --- | ------------------ |
| Lorenzo 50'         |     |                    |

| نادي شباب الظاهرية | 3–0 منحت[A] | نادي العروبة (عمان) |
| ------------------ | ----------- | ------------------- |
|                    |             |                     |

فاز شباب الظاهرية 3–1 في الإجمالي.
| نادي الجهراء | 1–2 | نادي الفتح (السعودية)                |
| ------------ | --- | ------------------------------------ |
| Silva 33'    |     | دوريس سالامو 35' · مبارك الأسمري 85' |

| نادي الفتح (السعودية) | 1–0 | نادي الجهراء |
| --------------------- | --- | ------------ |
| دوريس سالامو 90+1'    |     |              |

فاز الفتح 3–1 في الإجمالي.
| نادي شباب الأردن | 1–1 | نادي الحد              |
| ---------------- | --- | ---------------------- |
| Shishani 86'     |     | عبد الوهاب المالود 75' |

| نادي الحد | 0–0 | نادي شباب الأردن |
| --------- | --- | ---------------- |
|           |     |                  |

تقدم الحد في قانون الأهداف خارج الديار بعد التعادل 1–1 في الإجمالي.

## الدور الثاني
عقدت القرعة في عمان، الأردن في 29 سبتمبر 2012.

| الفريق الأول           | إجم.          | الفريق الثاني           | مباراة الذهاب | مباراة الإياب |
| منطقة أفريقيا          | منطقة أفريقيا | منطقة أفريقيا           | منطقة أفريقيا | منطقة أفريقيا |
| ---------------------- | ------------- | ----------------------- | ------------- | ------------- |
| نادي تفرغ زينة         | 1–4           | اتحاد الجزائر           | 0–2           | 1–2           |
| ستيل نوفال             | 4–5           | شباب بلوزداد            | 3–0[B]        | 1–5           |
| نادي الرجاء الرياضي    | 4–2           | النادي الرياضي البنزرتي | 4–0           | 0–2           |
| الخرطوم الوطني         | 3–6           | النادي الإسماعيلي       | 3–1           | 0–5           |
| منطقة آسيا             |               |                         |               |               |
| نادي النصر (السعودية)  | 5–0           | نادي الحد               | 3–0           | 2–0           |
| نادي القوة الجوية      | 4–0           | نادي شباب الظاهرية      | 3–0           | 1–0           |
| النادي العربي (الكويت) | 5–4           | نادي الفتح (السعودية)   | 3–2           | 2–2           |
| نادي شعب إب            | 1–3           | نادي البقعة             | 1–0           | 0–3           |

ملاحظات
1. ^ أ ب شباب بلوزداد لم يلعب الدور الأول والنتيجة منحت 3–0 لستيل نوفال.

### المنطقة الأفريقية
| نادي تفرغ زينة | 0–2 | اتحاد الجزائر                          |
| -------------- | --- | -------------------------------------- |
|                |     | مختار بن موسى 26' · نور الدين دهام 42' |

| اتحاد الجزائر                             | 2–1 | نادي تفرغ زينة |
| ----------------------------------------- | --- | -------------- |
| نور الدين دهام 52' · سعد تجار 58' (ركلة.) |     | Cheikh 71'     |

فاز اتحاد الجزائر 4–1 في الإجمالي.
| ستيل نوفال | 3–0 منحت[B] | شباب بلوزداد |
| ---------- | ----------- | ------------ |
|            |             |              |

| شباب بلوزداد                                                                           | 5–1 | ستيل نوفال    |
| -------------------------------------------------------------------------------------- | --- | ------------- |
| باسكال أنغان 7' · مهدي بن علجية 40' · عمارعمور 50' · سفيان حركات 76' · اونوم سودجي 85' |     | Souleiman 75' |

فاز شباب بلوزداد 5–4 في الإجمالي.
| نادي الرجاء الرياضي                                              | 4–0 | النادي الرياضي البنزرتي |
| ---------------------------------------------------------------- | --- | ----------------------- |
| محسن ياجور 17'، 38' · عبد الإله الحافيظي 79' · حمزة أبو رزوق 89' |     |                         |

| النادي الرياضي البنزرتي         | 2–0 | نادي الرجاء الرياضي |
| ------------------------------- | --- | ------------------- |
| علي المشاني 6' · آدم رجايبي 38' |     |                     |

فاز الرجاء الرياضي 4–2 في الإجمالي.
| الخرطوم الوطني                                 | 3–1 | النادي الإسماعيلي |
| ---------------------------------------------- | --- | ----------------- |
| Abd Al Momen 52' · Al-Jazuli 58' · Khalifa 77' |     | جون أنطوي 44'     |

| النادي الإسماعيلي                                          | 5–0 | الخرطوم الوطني |
| ---------------------------------------------------------- | --- | -------------- |
| أحمد علي كامل 1'، 90' · جون أنطوي 17' · أحمد خيري 20'، 84' |     |                |

فاز الإسماعيلي 6–3 في الإجمالي.

### المنطقة الآسيوية
| نادي القوة الجوية                         | 3–0 | نادي شباب الظاهرية |
| ----------------------------------------- | --- | ------------------ |
| Saad 31' · همام طارق 65' · حمادي أحمد 70' |     |                    |

| نادي شباب الظاهرية | 0–1 | نادي القوة الجوية |
| ------------------ | --- | ----------------- |
|                    |     | حمادي أحمد 90+1'  |

فاز القوة الجوية 4–0 في الإجمالي
| نادي شعب إب | 1–0 | نادي البقعة |
| ----------- | --- | ----------- |
| Huzam 27'   |     |             |

| نادي البقعة                                                     | 3–0 | نادي شعب إب |
| --------------------------------------------------------------- | --- | ----------- |
| عدنان عدوس 24' (ركلة.) · محمد عبد الحليم 30' · وائل الرفاعي 72' |     |             |

فاز البقعة 3–1 في الإجمالي
| النادي العربي (الكويت)                     | 3–2 | نادي الفتح (السعودية)                |
| ------------------------------------------ | --- | ------------------------------------ |
| أحمد عبد الغفور 27' · فهد الرشيدي 36'، 38' |     | إلتون خوزيه 28' (ركلة.)، 60' (ركلة.) |

| نادي الفتح (السعودية)                     | 2–2 | النادي العربي (الكويت)          |
| ----------------------------------------- | --- | ------------------------------- |
| إلتون خوزيه 36' (ركلة.) · ربيع سفياني 39' |     | فهد الرشيدي 27' · أحمد هايل 76' |

فاز العربي 5–4 في الإجمالي
| نادي النصر (السعودية)                                       | 3–0 | نادي الحد |
| ----------------------------------------------------------- | --- | --------- |
| خايمي أيوفي 69' (ركلة.) · سعود حمود 71' · محمد السهلاوي 78' |     |           |

| نادي الحد | 0–2 | نادي النصر (السعودية)                           |
| --------- | --- | ----------------------------------------------- |
|           |     | خالد أحمد الغامدي 32' · عبد الرحمن القحطاني 88' |

فاز النصر 5–0 في الإجمالي